# Rýchory
Rýchory (tysk: [Rehorn/Rehorngebirge]) er en bjergryg i Tjekkiet, der ligger i de østlige Krkonose/Karkonosze-bjerge. Det er den østligste spids af bjergkæden, der danner et bredt bælte af skovklædte højdedrag fra Horní Lysečiny over Mravenečník (myresluger)-bakken til Sklenářovický bakken.

## Geografi
Rýchory ligger på den sydøstlige kant af Krkonoše. Hovedryggen er cirka 1,5 km lang med pisterne inkluderet Rýchory er omkring 6 km lang. De ligger 4 km sydvest fra Žacléř, 10 km nord for Trutnov og 5 km øst fra Janské Lázně . Ryggen er orienteret i nordvest-sydøstlig retning. Den højeste top er Dvorský les (1.033 moh.), som danner den sydøstlige ende af hovedryggen, og det er det østligste bjerg over 1000 m i Krkonoše. Den nordvestlige afslutning er toppen Kutná (1.001 m) med Rýchorská bouda bjerghytte. Mellem disse to er der ingen andre vigtige toppe. En kort sideryg forgrener sig mod sydvest med en navnløs top på 1.008 m. Mod nord deler passet Rýchorský kříž Rýchory fra den nordlige højderyg mod hoveddelen af Krkonoše.
Rýchory udgør den østligste del af Krkonoše Nationalpark. Takket være deres meget værdifulde botaniske biotoper er de øvre dele omkring Rýchory's hovedryg blevet inkluderet i zone I og II i nationalparken. Dvorský les-skoven i Rýchory bevarer et resterende område med bøgeurskov, bestående af de bizarre stammer af gamle bøge-, røn-, birk- og grantræer dækket med mos og er et yndet sted for naturfotografer.
På de nordlige skråninger af Rýchory-ryggen og i dalen Sněžný potok er der også en lille bebyggelse kaldet Rýchory, som er en del af byen Žacléř .

## Udvinding af guld
Der blev, baseret på legender nedskrevet af krønikeskriveren Simon Hüttel af Trutnov, udvundet guld på skråningerne af Rýchory allerede i det 11. århundrede, mens de vigtigste miner blev grundlagt under hertug Oldřich af Bøhmens regeringstid. Første skriftlige optegnelse om guldminedrift er fra år 1542. Kejser Ferdinand I tildelte minedriftsprivilegier til købstaden Svoboda nad Úpou. En guldmineby Sklenářovice blev også grundlagt i en sydlig dal af Rýchory. Største omfang af guldminedrift kom efter 1648, da kejser Ferdinand III bekræftede Svoboda nad Úpous privilegier. Minedriften blev afsluttet i 1742.
Rýchorys guld er unikt i Europa, fordi det indeholder palladium, andre aflejringer med lignende sammensætning findes kun i Brasilien.